# Меловая (Харьковская область)
Мелова́я (укр. Мілова), село,Балаклейская ОТГ, Изюмский район, Харьковская область.
Село Меловая является административным центром Меловского старостата, в который, кроме того, входят села
Криничное, Первомайское и Червоный Шлях.

## Географическое положение
Село Меловая находится на расстоянии 12 км от Балаклеи в месте впадения реки Меловая в реку Северский Донец.
Рядом находится балка Меловатка, большой меловой карьер (перепад высот 163—66 м), отвалы.

## История
Рядом с селом Меловая находится городище IV век до н.э.—III век до н.э. веков до н. э.
- Селение основано в 1686 году выходцами из русских губерний Царства Русского[1].
- 1734 — заселение слободы Меловой однодворцами и ландмилиционерами, служившими в ландмилицком слободском полку.
- Во второй половине XVIII века Меловая была заселена выходцами из Петербургской губернии. Одним из первых поселенцев был Сафрон Уваров (ок. 1750 — ?). Его потомки в течение более двухсот тридцати лет жили на улице, которая в настоящее время носит имя Героя Советского Союза — Василия Уварова.
- 1750 — в селе основана деревянная церковь святого Николая Мирликийского.
- В 1829 году Меловая стала центром восстания военных поселенцев, которое продолжалось в течение шести дней и сопровождалось протестными выступлениями и волнениями крестьян в других селах Слободско-Украинской губернии[1].
- В 1877 — в селе восстановлена деревянная церковь св. Николая.
- Во время Великой Отечественной войны жители села вступили в действующий в районе советский партизанский отряд[1].
- В 1963 году для освоения местного месторождения глины был построен сырьевой цех Балаклейского цементного завода[1].
- По состоянию на начало 1966 года численность населения составляла 1263 человека, здесь действовали колхоз "Россия" с 3389 га земли, сырьевой цех Балаклейского цементного завода, школа, клуб и библиотека[1].
- Население по переписи 2001 г. составляло 1269 человек.

## Достопримечательности
На территории села Меловая находятся несколько братских могил советских воинов.